# Black Earth Rising
Black Earth Rising – brytyjsko-amerykański serial telewizyjny wyprodukowany przez Drama Republic, BBC, Eight Rooks Production oraz Netflix. Jego twórcą jest Hugo Blick. Jest on koprodukcją brytyjskiego BBC Two i amerykańskiej platformy Netflix. Serial jest emitowany od 10 września 2018 roku przez BBC Two.

## Fabuła
Serial opowiada historię Katy, uratowanej z ludobójstwa w Rwandzie. Obecnie kobieta jest prawniczką w brytyjskiej kancelarii prawniczej Michaela Ennisa. Pewnego razu trafia na sprawę dotyczącą przywódcy milicji w Rwandzie. Postanawia wyruszyć do swojej ojczyzny, aby rozwiązać sprawę.

## Obsada
- Michaela Coel jako Kate Ashby[2]
- John Goodman jako Michael Ennis[2]
- Harriet Walter jako Eve Ashby
- Noma Dumezweni jako Alice Munezero
- Tamara Tunie jako Eunice Clayton
- Abena Ayivor jako Bibi Mundanzi,
- Lucian Msamati jako David Runihura
- Aure Atika jako Sophie Barré
- Danny Sapani jako Simon Nyamoya
- Tyrone Higgins jako Patrice Ganimana

## Odcinki
| Nr | Tytuł                | Reżyseria  | Scenariusz | Premiera w BBC Two  |
| -- | -------------------- | ---------- | ---------- | ------------------- |
| 1  | In Other News        | Hugo Blick | Hugo Blick | 10 września 2018    |
| 2  | Looking at the Past  | Hugo Blick | Hugo Blick | 17 września 2018    |
| 3  | A Ghost in Name      | Hugo Blick | Hugo Blick | 24 września 2018    |
| 4  | A Bowl of Cornflakes | Hugo Blick | Hugo Blick | 1 października 2018 |

## Produkcja
Pod koniec kwietnia 2018 roku poinformowano, że główne role otrzymali: Michaela Coel oraz John Goodman.